# Arda Turan
Pour les articles homonymes, voir Turan.
Arda Turan, né le 30 janvier 1987 à Istanbul, est un ancien footballeur international turc qui a évolué au poste de milieu de terrain. 
Turan est un joueur reconnu pour sa qualité technique mais fortement critiqué pour son grand tempérament. Il se fait remarquer à Galatasaray où sa vision du jeu le rend indispensable. Parti en Espagne vers l'Atlético de Madrid en 2011, Turan s'affirme comme un milieu de talent dans l'un des meilleurs championnats au monde. En 2015, il rejoint le FC Barcelone où il ne parvient pas à s'imposer. En janvier 2018, il retourne en Turquie pour un prêt de deux ans et demi avec l'Istanbul Basaksehir. En août 2020 il retourne au Galatasaray.
Turan devient rapidement un cadre de la sélection turque où il multiplie les passes décisives. Capitaine d'un Euro 2016 décevant où la Turquie est éliminé dès les phases de groupe, Turan subit de nombreuses critiques. Après avoir pris sa retraite internationale en juin 2017, il décide de mettre un terme à celle-ci et retourne avec la sélection turque.
En septembre 2022 le joueur décide de mettre fin à sa carrière.

## Biographie

### Enfance et jeunesse
Il est né le 30 janvier 1987 dans le district de Bayrampaşa à Istanbul. Il fait ses études secondaires au lycée Şehremini Anadolu situé dans le district de Fatih.
Il joue au football dès son plus jeune âge, mais c'est à huit ans qu'il prend sa première licence dans l'équipe locale d'Altıntepsi Makelspor (tr), club dans lequel son père et ses oncles ont également évolué. En 2000, il rejoint le centre de formation du Galatasaray.

### Carrière en club

#### Premières apparitions à Galatasaray (2005-2006)
Repéré par Gheorghe Hagi, le jeune Turan est intégré à l'effectif professionnel du Galatasaray au début de la saison 2004-2005.
Il fait sa première apparition pour le club le 22 janvier 2005, à l'occasion d'une rencontre de coupe de Turquie face à Bursaspor, en entrant à la 60e minute de jeu en remplacement d'Ayhan Akman. Sa première apparition en championnat elle, a lieu le 28 mai 2005, lors de la rencontre opposant son club à Denizlispor où il entre en jeu à la 64e minute en remplacement d'Ergün Penbe.
Le 11 mai 2005, Arda Turan remporte le premier trophée de sa carrière lors de la finale de la coupe de Turquie disputée face à Fenerbahçe, bien que ne disputant pas la rencontre.
Lors de la première partie de la saison 2005-2006, Turan ne joue pas du tout. C'est alors que le club décide de le prêter pour qu'il engrange de l'expérience.

#### Prêt à Manisaspor (2006)
Lors du mercato d'hiver 2006, il est prêté à Manisaspor.
Il joue son premier match le 26 janvier 2006 contre Ankaragücü, où il inscrit un but, le premier de sa carrière, ce qui permet dans le même temps à sa formation de l'emporter 2-0. C'est également la première fois de sa carrière qu'il joue un match en tant que titulaire. Quelque temps plus tard, il inscrit le deuxième but de sa carrière lors du match de Süper Lig au cours duquel Manisaspor s'impose face à Denizlispor sur le score de 4-2 le 18 mars 2006. Par la suite, il délivre deux passes décisives le 15 avril 2006, lors de la victoire 5-3 de Manisaspor face à Fenerbahçe, qui permet à Galatasaray dêtre en position favorable en vue de la conquête du titre de champion.
Durant cette moitié de saison, il dispute un total de 15 matchs et inscrit deux buts.

#### Retour et affirmation à Galatasaray (2006-2011)
De retour au club, son contrat est directement prolongé jusqu'en 2011, grâce à son bon prêt à Manisaspor.
Le 4 août 2006, face à Ankaraspor, il dispute son premier match de la saison en entrant à la 46e minute à la place de Hasan Şaş.
Le 9 août 2006, il dispute son premier match en tant que titulaire pour Galatasaray, ainsi que son premier match en coupe d'Europe à l'occasion du troisième tour préliminaire de Ligue des champions face au FK Mladá Boleslav. Il contribue à la large victoire de son équipe sur le score de 5-2 en inscrivant ses deux premiers buts et en délivrant sa première passe décisive en compétition européenne, ce qui correspond aussi à ses premiers buts pour l'équipe stambouliote,. Quatre jours plus tard, il inscrit son premier but en championnat sous les couleurs de Galatasaray, lors de la large victoire de son équipe sur le score de 4 à 0 face à Kayserispor,.
Le 12 septembre 2006, Turan dispute son premier match de Ligue des champions à l'occasion de la rencontre opposant son club aux Girondins de Bordeaux, qui voit les deux formation se quitter sur le score nul et vierge de 0-0 ,
.
Le 22 novembre 2006, également face à Bordeaux, il est expulsé à la 59e minute de la rencontre après avoir donné un coup de tête à un adversaire. Le club turc perd finalement la rencontre sur le score de 3-1,. Cette expulsion est la première de sa carrière. Lors de cette saison, il dispute un total de 36 rencontres et inscrit 8 buts.
Lors de la première moitié de la saison 2007-2008, Arda Turan ne parvient pas à trouver le chemin des filets. Mais dès la deuxième partie de la saison, il commence à inscrire quelques buts décisifs pour son club. Le 4 mai 2008, face à Sivasspor, il inscrit un triplé lors de la victoire de son équipe sur le score de 5-3. Ce triplé est le premier de sa carrière.
C'est ainsi que Turan est l'un des éléments clés de son équipe dans la conquête du titre de champion de Galatasaray, qui est son premier titre de champion de Turquie.
Lors de la saison 2008-2009, le joueur, tout comme son club, vit une saison en demi-teinte. Toutefois, le 26 février 2009, il inscrit un doublé face aux Girondins de Bordeaux lors de la victoire de son équipe sur le score de 4-3, à l'occasion du match retour des seizièmes de final de la coupe de l'UEFA,. Le 12 avril 2009 lors du derby face à Fenerbahçe, il est exclu après avoir donné un coup de poing à Semih Şentürk.
Au début de la saison 2009-2010, Frank Rijkaard devient le nouvel entraîneur de Galatasaray. Il est alors nommé capitaine de l'équipe, ce qui fait de lui le plus jeune capitaine de l'histoire du club. Le joueur vit une saison compliquée. C'est ainsi que le 11 avril 2010, lors du match de championnat disputée face à Diyarbakırspor, il est pris en grippe par une partie du public. Quelques jours après cette rencontre, le joueur déclare ses envies de vouloir jouer en Europe. La presse parle alors d'un intérêt de Tottenham vis-à-vis de celui-ci.
Lors de la saison 2010-2011, le club vit l'une des pires saisons de son histoire. Le joueur est quant à lui souvent blessé et joue peu. Le 20 mai 2011, lors du match de championnat face à Konyaspor, Turan dispute alors son dernier match avec son club formateur.

#### Atlético de Madrid (2011-2015)

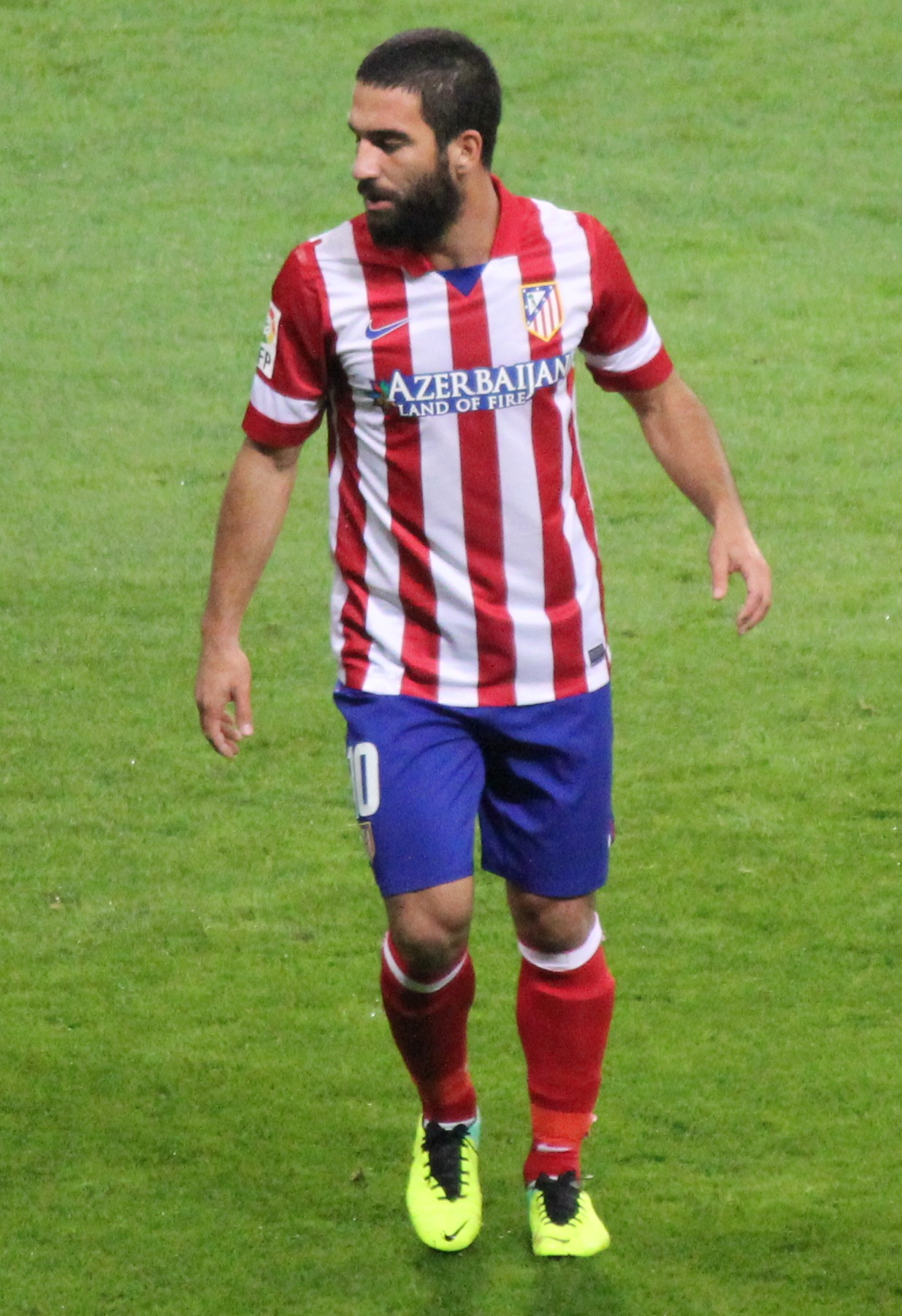
Turan avec l’Atlético Madrid en 2013.

Dans les dernières heures du 9 août 2011, il est annoncé qu'Arda Turan est transféré à l'Atlético de Madrid pour un montant de 12 millions d'euros plus des bonus,. C'est alors le plus gros transfert de l'histoire concernant un joueur turc.
Il fait ses débuts pour les colchoneros le 28 août suivant, lors de la rencontre de liga opposant son club à Osasuna en entrant au jeu à la 61e minute en remplacement d'Eduardo Salvio, qui voit les deux formations terminer la partie sur le score nul et vierge de 0 à 0,.
Il inscrit son premier but pour l'Atlético Madrid lors de la rencontre de phase de groupe de l'Europa league le 30 novembre 2011 à l'occasion du match face au Celtic, qui permet à son équipe de remporter la partie grâce à cette unique réalisation. Son premier but en championnat est quant à lui inscrit le 11 décembre 2011 lors de la défaite des Madrilènes face à l'Espanyol de Barcelone sur le score de 4-2.
En décembre 2011, il est élu meilleure recrue de la Liga BBVA devançant Radamel Falcao et Cesc Fàbregas.
Le 22 avril 2012, Turan inscrit un doublé pour les rojiblancos, toujours face à l'Espanyol de Barcelone, lors de la victoire de son équipe sur le score de 3 buts à 1. Ces trois buts, tous inscrits face aux pericos, sont ses seuls buts marqués au cours de cette saison en championnat.
Le 9 mai 2012, l'Atlético Madrid remporte l'europa league en battant en finale l'Athletic Bilbao sur le score de 3 à 0. Au cours de cette partie, Arda Turan s'est illustré en délivrant la passe décisive du deuxième but de sa formation à Radamel Falcao.
Le 11 juillet 2012, la presse espagnole rapporte que l'Anji Makhatchkala, évoluant dans le championnat russe ciblerait Arda Turan en vue d'un transfert, avec une offre comprenant un contrat de quatre ans qui lui aurait rapporté 10 millions d'euros net par an, ce qui aurait fait du joueur un des footballeurs les mieux payés de la planète, l'offre comprenait également un montant de 24 millions d'euros pour los colchoneros, proposition que le joueur a refusé.
Le 31 août 2012, Arda Turan remporte la supercoupe de l'UEFA avec la victoire de l'atlético Madrid aux dépens de Chelsea sur le score de 4 buts à 1, avec une passe décisive de ce dernier sur le troisième but de Radamel Falcao.
Lors de la saison 2012-2013, Arda Turan devient un des éléments clés de son équipe et délivre dix passes décisives, tout en inscrivant dans le même temps quatre buts, dont certains ramènent des points précieux à l'atletico, comme face à Levante le 20 août 2012, qui permet à son équipe d'arracher le point du match nul, mais également en permettant à sa formation d'empocher les trois point de la victoire, le 18 novembre 2012, face au Grenade CF.
Le 17 mai 2013, l'Atlético Madrid remporte la Copa Del Rey en battant le Real Madrid 2-1 à l'issue des prolongations.
Le 19 septembre 2013, le joueur prolonge son contrat jusqu'en 2017, avec désormais une clause libératoire fixé à 41 millions d'euros.
Il inscrit le premier but en ligue des champions de sa carrière le 18 septembre 2013, lors de la rencontre de phase de groupe opposant l'Atlético Madrid au Zénith Saint-Pétersbourg, avec la victoire des Madrilènes sur le score de 3-1,. Deux semaines plus tard, le 1er octobre 2013, toujours lors d'une rencontre comptant pour la phase de groupe de la ligue des champions, Turan inscrit le but de la victoire de son équipe face au FC Porto, qui voit les colchoneros remporter la partie 2-1.
Pendant la saison 2013-2014, il est un des piliers de l'équipe avec nottament Koke et Diego Costa en contribuant à la très bonne saison de l'Atlético Madrid, le joueur inscrit par ailleurs trois buts en championnat et marque notamment lors de la large victoire de l'Atlético Madrid 4-1 face à l'AC Milan, le 11 mars 2014 lors des huitièmes de final retour de la ligue des champions. Le 30 avril 2014, lors de la demi-finale retour de la ligue des champions face à Chelsea, Arda Turan inscrit le troisième but de son équipe qui permet aux madrilènes de consolider leur qualification pour la finale face au Real Madrid.
Le 17 mai 2014, alors que l'Atlético Madrid est au coude à coude avec le FC Barcelone en championnat, les Rojiblancos se déplacent au Camp Nou à Barcelone, à l'occasion de la dernière journée de championnat qui voit les Catalans et l'Atlético s'affronter en vue de décider du futur vainqueur de la liga. À l'issue d'un match disputé, où les colchoneros tiennent le Barça en échec 1 partout, les Madrilènes sont du coup sacrés champions d'Espagne. Toutefois, Arda Turan est obligé de laisser sa place à Raúl García à la 22e minute de la partie, car il s'est blessé à la suite d'un contact avec Cesc Fàbregas.
Le 24 mai 2014, Turan ne dispute pas la finale de la ligue des champions car il est blessé depuis le match face au FC Barcelone, qui voit le Real Madrid remporter sa dixième ligue des champions, avec une victoire à l'issue des prolongations sur le score de 4 à 1.
Le 13 septembre 2014, lors de la rencontre de championnat, il inscrit le but de la victoire qui permet dans le même temps à l'Atlético Madrid de battre le Real Madrid sur le score de 2 but à 1.
Le 28 janvier 2015, il écope d'un carton jaune en Coupe du Roi contre le FC Barcelone, pour avoir balancé sa chaussure en direction de l'arbitre assistant.
Lors de l'été 2015, son agent confirme que Turan veut quitter l'Atlético de Madrid. Alors que le joueur souhaiterait découvrir la Premier League, le FC Barcelone et le Paris Saint-Germain seraient les deux clubs les mieux placés pour accueillir le Turc,.

#### FC Barcelone (2015-2020)
Le 6 juillet 2015, Arda Turan signe au FC Barcelone pour un montant de 34 millions d'euros ainsi que 7 millions d'euros de bonus mais il ne pourra jouer qu'à partir de janvier 2016, à cause d'une sanction infligée au Barça qui interdit le recrutement jusqu'à cette même date. Il est le deuxième joueur turc de l'histoire du Barça après Rüştü Reçber. Dans le même temps la presse turc évoque un possible retour du joueur à Galatasaray pour une durée de six mois sous la forme d'un prêt afin qu'il garde le rythme de la compétition, ce qui est dans la foulée démenti par ce dernier,.
Le 6 janvier 2016, il fait sa première apparition pour le club catalan face à l'Espanyol de Barcelone,. Trois jours plus tard, il dispute son premier match en championnat pour les Catalans, lors de la victoire 4-0 face au Grenade CF. Au cours de ce match, il délivre une passe décisive à Lionel Messi qui inscrit le premier but de son équipe. Turan inscrit son premier but pour les Blaugranas le 3 mars 2016, lors de la victoire de sa formation en déplacement 5-1 sur la pelouse du Rayo Vallecano. Rarement titulaire, il inscrira quand même deux buts en championnat lors de sa première saison.
Lors de la Supercoupe d'Espagne 2016 contre le Séville FC, il délivre une passe décisive au match aller et inscrit un doublé lors du match retour à domicile,.
Le 6 décembre 2016, il inscrit son premier triplé avec le FC Barcelone face au Borussia Monchengladbach en Ligue des Champions, le match est remporté 4-0 par les Catalans. Quinze jours plus tard, il inscrit de nouveau un triplé face au Hercules CF en Coupe du Roi lors de la victoire du Barça 7-1.

#### Prêt à Istanbul Başakşehir (2018-2020)
Le 13 janvier 2018, il est prêté à l'Istanbul Başakşehir pour une durée de deux ans et demi, jusqu'à la fin de son contrat. Il fait sa première apparition pour son nouveau club le 21 janvier 2018, lors de la rencontre de championnat  face à Bursaspor. Başakşehir remporte la partie 3-0 et Arda Turan inscrit par la même occasion son premier but pour sa formation.
Il est exclu après avoir bousculé un arbitre assistant lors du match nul 1-1 de son équipe face à Sivasspor le 4 mai 2018. C'est ainsi que le 10 mai 2018, Arda Turan écope de 16 matchs de suspension et de 39 000 livres turques d'amende à la suite de son geste quelques jours plus tôt.
En octobre 2018, lors d'une sortie de boîte, il agresse le chanteur Berkay Sahin et lui casse le nez. Peu après, il se rend armé d'un pistolet à l’hôpital où le chanteur est soigné, suppliant pour qu’on lui tire dessus et qu’on lui pardonne. Inculpé pour harcèlement sexuel et détention illégale d'arme et blessures volontaires, il est condamné à 2 ans et 8 mois de prison avec sursis. Son club le sanctionne également d'une amende de 370 000 €.
En janvier 2020, le joueur demande que son prêt soit interrompu, il retourne donc à Barcelone, le club turc ayant décidé de ne pas lever la clause libératoire du joueur.

#### Retour et fin de carrière à Galatasaray (2020-2022)
Le 5 août 2020, Galatasaray annonce le recrutement d'Arda Turan, libre de tout contrat depuis son départ du FC Barcelone. Il dispute son premier match après son retour, le 12 septembre 2020 lors de la 1re journée de championnat face à Gaziantep FK, qui voit Galatasaray remporter la rencontre sur le score de 3-1.
Il inscrira le dernier but de sa carrière professionnelle lors du derby face à Besiktas, le 8 mai 2021. Galatasaray remporte la partie sur le score de 3-1.
En fin de contrat en juin 2022, Arda Turan officialise l'arrêt de sa carrière le 12 septembre 2022.

### Carrière en sélection nationale

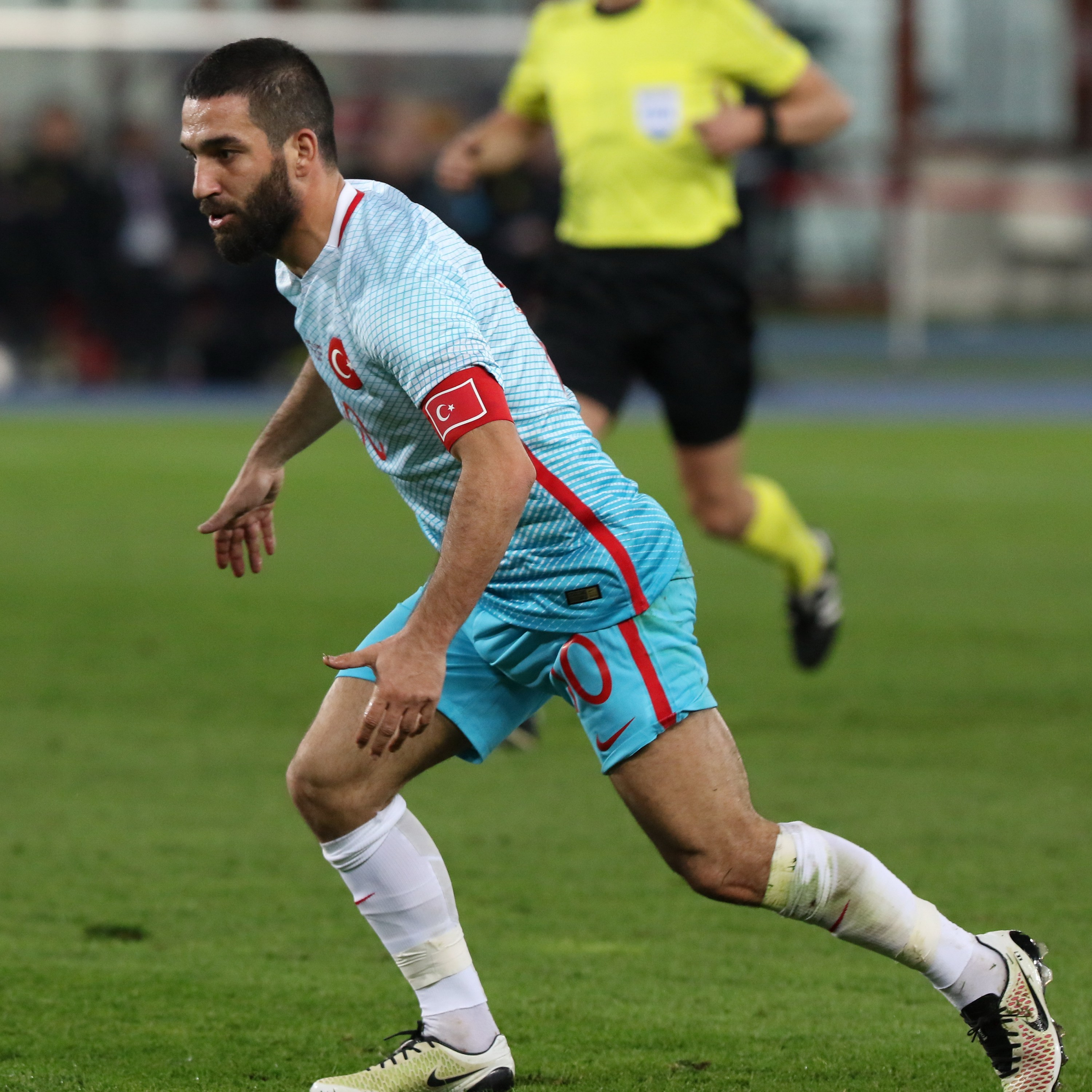
Arda Turan avec la sélection turque en 2016.

Il obtient sa première sélection en équipe de Turquie contre le Luxembourg, le 16 août 2006. Au fil du temps, il devient un titulaire indiscutable sur le côté gauche de la sélection turque et fait partie aujourd'hui des joueurs les plus importants de cette sélection.
Le 25 mai 2008, Turan inscrit son premier but en sélection durant la rencontre amicale face à l'Uruguay. La Turquie pert la partie sur le score de 3-2.
Le 28 mai 2008, il est retenu par le sélectionneur Fatih Terim parmi les 23 joueurs en vue de participer à l'Euro 2008.
Durant l'Euro 2008, absent sur le terrain face au Portugal, qui voit la Turquie s'incliner sur le score de 2-0, Arda Turan rentre en jeu contre la Suisse le 11 juin 2008. Menée au score par 1 but à 0, son équipe arrive à renverser le match et à gagner (2-1). Arda est l'auteur du but de la victoire pour la Turquie à la 91e minute de jeu à la suite d'un contre. Il est élu homme du match par l'UEFA. Le 15 juin suivant, il réduit l'écart contre la République tchèque 2-1. La Turquie parvient finalement à remporter ce match décisif pour la qualification pour les quarts de finale notamment grâce à deux buts de Nihat en fin de match sur le score de 3-2. Le 20 juin, il est titulaire en quart de finale contre l'équipe de Croatie où il inscrit le premier pénalty de l'équipe nationale turque pendant la séances des tirs au but. La Turquie se qualifie pour les demi-finales après la séance des tirs au but (1-1 a.p.) ; (3 t.a.b. à 1). Le 25 juin, Arda Turan ne joue pas la demi-finale contre l'Allemagne lors de la défaite des turcs 3-2, pour avoir écopé d'un second carton jaune contre la Croatie. Malgré cela, Arda aura été un des meilleurs joueurs de la compétition.
Le 7 septembre 2010, lors d'une rencontre comptant pour les qualifications pour l'Euro 2012, Turan permet à la Turquie de s'imposer face à la Belgique sur le score de 3-2, ce dernier inscrivant le but de la victoire pour sa sélection.
Le 6 septembre 2015, dans le cadre de la rencontre de qualifications pour l'Euro 2016 face aux Pays-Bas, Turan s'illustre lors de la large victoire de la Turquie sur le score de 3-0, en inscrivant un but et en délivrant une passe décisive sur le premier but de sa sélection inscrit par Oğuzhan Özyakup.
Le 29 mars 2016, lors de la rencontre amicale face à l'Autriche, Turan inscrit le but de la victoire pour sa sélection, ce qui permet à la Turquie de l'emporter sur le score de 2-1. Ce but est le dernier but inscrit par le joueur en équipe nationale.
Le 31 mai 2016, Arda Turan fait partie de la liste finale des 23 joueurs convoqués par Fatih Terim pour l'Euro 2016. La Turquie sera finalement éliminée en phase de groupe.
Après avoir agressé un journaliste turc renommé le 5 juin 2017, Turan est écarté de la sélection nationale de la Turquie par le sélectionneur Fatih Terim le lendemain, et décide de mettre un terme à sa carrière internationale. Le joueur explique en conférence de presse à propos de l'agression : « Ai-je des remords ? Non, je n'ai aucun remords, je me sens léger ».
À la suite du départ du sélectionneur Turc Fatih Terim et à l'arrivée de Mircea Lucescu qui veut le sélectionner, Arda annonce son désir de revenir en équipe nationale sur les réseaux sociaux.
Il effectue sa 100e et dernière apparition en équipe nationale lors de la défaite 3-0 face à l'Islande comptant pour les qualification à la Coupe du monde 2018 le 6 octobre 2017.
Turan totalise 100 sélections pour 17 buts et 24 passes décisives.

### Carrière d'entraîneur
Le 14 avril 2023, Arda Turan connaît sa première expérience en étant nommé entraîneur d'Eyüpspor, évoluant en deuxième division. Deux jours plus tard, il prend part à son premier match en tant qu'entraîneur, son équipe s'incline 1-0 en déplacement face à Göztepe.
Il décroche le premier titre de sa carrière en tant qu'entraineur en étant champion de seconde division turc lors de la saison 2023-2024 .
Le 27 mai 2025, le Chakhtar Donetsk annonce la nomination de Arda Turan au poste d'entraîneur.

## Style de jeu
Arda a une agilité qui lui permet d'exploiter les failles d'une défense. Doté d'une bonne technique, vision du jeu, précision sur phase arrêtée, ainsi que d'une bonne qualité de frappe, il possède également une qualité de passe lui permettant d'offrir un grand nombre de ballons décisifs à ses coéquipiers,.

## Statistiques

### Statistiques détaillées
| Saison                | Club                       | Championnat           | Championnat | Championnat | Championnat | Coupe(s) nationale(s) | Coupe(s) nationale(s) | Coupe(s) nationale(s) | Supercoupe | Supercoupe | Supercoupe | Compétition(s) continentale(s) | Compétition(s) continentale(s) | Compétition(s) continentale(s) | Compétition(s) continentale(s) | Autres compétitions | Autres compétitions | Autres compétitions | Autres compétitions | Turquie | Turquie | Turquie | Total | Total | Total |
| Saison                | Club                       | Division              | M.          | B.          | P.d.        | M.                    | B.                    | P.d.                  | M.         | B.         | P.d.       | Comp.                          | M.                             | B.                             | P.d.                           | Comp.               | M.                  | B.                  | P.d.                | M.      | B.      | P.d.    | M.    | B.    | P.d.  |
| 2004-2005             | Galatasaray                | D1                    | 1           | 0           | 0           | 1                     | 0                     | 0                     | -          | -          | -          | -                              | -                              | -                              | -                              | -                   | -                   | -                   | -                   | -       | -       | -       | 2     | 0     | 0     |
| 2006-2007             | Galatasaray                | D1                    | 26          | 5           | 9           | 3                     | 1                     | 0                     | 0          | 0          | 0          | C1                             | 7                              | 2                              | 2                              | -                   | -                   | -                   | -                   | 8       | 0       | 2       | 44    | 8     | 13    |
| 2007-2008             | Galatasaray                | D1                    | 30          | 7           | 14          | 7                     | 0                     | 3                     | -          | -          | -          | C3                             | 7                              | 1                              | 4                              | -                   | -                   | -                   | -                   | 14      | 3       | 0       | 58    | 11    | 21    |
| 2008-2009             | Galatasaray                | D1                    | 29          | 8           | 9           | 6                     | 2                     | 1                     | 0          | 0          | 0          | C1+C3                          | 2+9                            | 0+2                            | 1+3                            | -                   | -                   | -                   | -                   | 9       | 1       | 1       | 55    | 13    | 15    |
| 2009-2010             | Galatasaray                | D1                    | 29          | 7           | 14          | 6                     | 4                     | 4                     | -          | -          | -          | C3                             | 12                             | 0                              | 8                              | -                   | -                   | -                   | -                   | 8       | 3       | 6       | 55    | 14    | 32    |
| 2010-2011             | Galatasaray                | D1                    | 12          | 2           | 2           | 3                     | 1                     | 0                     | -          | -          | -          | C3                             | 4                              | 3                              | 1                              | -                   | -                   | -                   | -                   | 5       | 4       | 2       | 24    | 10    | 5     |
| Sous-total            | Sous-total                 | Sous-total            | 127         | 29          | 48          | 26                    | 8                     | 8                     | 0          | 0          | 0          | -                              | 41                             | 8                              | 19                             | -                   | -                   | -                   | -                   | 44      | 11      | 11      | 238   | 56    | 86    |
| 2005-2006             | Manisaspor (prêt)          | D1                    | 15          | 2           | 2           | 0                     | 0                     | 0                     | -          | -          | -          | -                              | -                              | -                              | -                              | -                   | -                   | -                   | -                   | -       | -       | -       | 15    | 2     | 2     |
| Sous-total            | Sous-total                 | Sous-total            | 15          | 2           | 2           | 0                     | 0                     | 0                     | -          | -          | -          | -                              | -                              | -                              | -                              | -                   | -                   | -                   | -                   | -       | -       | -       | 15    | 2     | 2     |
| 2011-2012             | Atlético de Madrid         | Liga                  | 33          | 3           | 6           | 0                     | 0                     | 0                     | -          | -          | -          | C3                             | 12                             | 2                              | 6                              | -                   | -                   | -                   | -                   | 12      | 1       | 2       | 57    | 6     | 14    |
| 2012-2013             | Atlético de Madrid         | Liga                  | 32          | 5           | 6           | 6                     | 0                     | 1                     | -          | -          | -          | C3                             | 1                              | 0                              | 0                              | SC                  | 1                   | 0                   | 1                   | 8       | 0       | 2       | 48    | 5     | 10    |
| 2013-2014             | Atlético de Madrid         | Liga                  | 30          | 3           | 4           | 5                     | 2                     | 0                     | 2          | 0          | 1          | C1                             | 9                              | 4                              | 1                              | -                   | -                   | -                   | -                   | 8       | 1       | 1       | 54    | 10    | 7     |
| 2014-2015             | Atlético de Madrid         | Liga                  | 32          | 2           | 4           | 4                     | 0                     | 0                     | 0          | 0          | 0          | C1                             | 10                             | 1                              | 2                              | -                   | -                   | -                   | -                   | 9       | 1       | 3       | 55    | 4     | 9     |
| Sous-total            | Sous-total                 | Sous-total            | 127         | 13          | 20          | 15                    | 2                     | 1                     | 2          | 0          | 1          | -                              | 32                             | 7                              | 9                              | -                   | 1                   | 0                   | 1                   | 37      | 3       | 8       | 214   | 25    | 40    |
| 2015-2016             | FC Barcelone               | Liga                  | 18          | 2           | 3           | 4                     | 0                     | 1                     | 0          | 0          | 0          | C1                             | 3                              | 0                              | 0                              | -                   | -                   | -                   | -                   | 13      | 3       | 5       | 38    | 5     | 9     |
| 2016-2017             | FC Barcelone               | Liga                  | 18          | 3           | 3           | 5                     | 4                     | 1                     | 2          | 2          | 1          | C1                             | 5                              | 4                              | 1                              | -                   | -                   | -                   | -                   | 3       | 0       | 0       | 33    | 13    | 6     |
| Sous-total            | Sous-total                 | Sous-total            | 36          | 5           | 6           | 9                     | 4                     | 2                     | 2          | 2          | 1          | -                              | 8                              | 4                              | 1                              | -                   | -                   | -                   | -                   | 16      | 3       | 5       | 71    | 18    | 15    |
| 2017-2018             | Istanbul Başakşehir (prêt) | D1                    | 11          | 2           | 1           | -                     | -                     | -                     | -          | -          | -          | -                              | -                              | -                              | -                              | -                   | -                   | -                   | -                   | 3       | 0       | 0       | 14    | 2     | 1     |
| 2018-2019             | Istanbul Başakşehir (prêt) | D1                    | 14          | 0           | 3           | 2                     | 0                     | 0                     | -          | -          | -          | -                              | -                              | -                              | -                              | -                   | -                   | -                   | -                   | -       | -       | -       | 16    | 0     | 3     |
| 2019-2020             | Istanbul Başakşehir (prêt) | D1                    | 9           | 0           | 0           | -                     | -                     | -                     | -          | -          | -          | C1+C3                          | 3                              | 0                              | 0                              | -                   | -                   | -                   | -                   | -       | -       | -       | 12    | 0     | 0     |
| Sous-total            | Sous-total                 | Sous-total            | 34          | 2           | 4           | 2                     | -                     | -                     | -          | -          | -          | -                              | 3                              | 0                              | 0                              | -                   | -                   | -                   | -                   | 3       | 0       | 0       | 42    | 2     | 4     |
| 2020-2021             | Galatasaray SK             | D1                    | 32          | 4           | 2           | 1                     | 0                     | 0                     | -          | -          | -          | C3                             | 1                              | 0                              | 0                              | -                   | -                   | -                   | -                   | -       | -       | -       | 34    | 4     | 2     |
| 2021-2022             | Galatasaray SK             | D1                    | 7           | 0           | 0           | 0                     | 0                     | 0                     | -          | -          | -          | C3                             | 5                              | 0                              | 1                              | -                   | -                   | -                   | -                   | -       | -       | -       | 12    | 0     | 1     |
| Sous-total            | Sous-total                 | Sous-total            | 39          | 4           | 2           | 1                     | 0                     | 0                     | -          | -          | -          | -                              | 6                              | 0                              | 1                              | -                   | -                   | -                   | -                   | 0       | 0       | 0       | 46    | 4     | 3     |
| Total sur la carrière | Total sur la carrière      | Total sur la carrière | 378         | 55          | 82          | 53                    | 14                    | 11                    | 4          | 2          | 2          | -                              | 90                             | 19                             | 30                             | -                   | 1                   | 0                   | 1                   | 100     | 17      | 24      | 626   | 107   | 150   |

### Buts internationaux
| 0  | Date             | Lieu                                              | Adversaire                               | Score    | Résultat | Compétition                       |                         |
| -- | ---------------- | ------------------------------------------------- | ---------------------------------------- | -------- | -------- | --------------------------------- | ----------------------- |
| 1  | 25 mai 2008      | Rewirpowerstadion, Bochum, Allemagne              | Uruguay                                  | 1-0      | 2-3      | Match amical                      |                         |
| 2  | 11 juin 2008     | Parc Saint-Jacques, Bâle, Suisse                  | Suisse                                   | 1-2      | 1-2      | Euro 2008                         |                         |
| 3  | 15 juin 2008     | Stade de Genève, Genève, Suisse                   | Tchéquie                                 | 1-2      | 3-2      | Euro 2008                         |                         |
| 4  | 11 octobre 2008  | Stade BJK Inönü, Istanbul, Turquie                | Bosnie-Herzégovine                       | 1-1      | 2-1      | Éliminatoires Coupe du monde 2010 |                         |
| 5  | 5 septembre 2009 | Stade Kadir Has, Kayseri, Turquie                 | Estonie                                  | 3-2      | 4-2      | Éliminatoires Coupe du monde 2010 |                         |
| 6  | 22 mai 2010      | Giants Stadium, New York, États-Unis              | Tchéquie                                 | 1-0      | 2-1      | Match amical                      |                         |
| 7  | 29 mai 2010      | Lincoln Financial Field, Philadelphie, États-Unis | États-Unis                               | 0-1      | 2-1      | Match amical                      |                         |
| 8  | 11 août 2010     | Stade Şükrü Saracoğlu, Istanbul, Turquie          | Roumanie                                 | 2-0      | 2-0      | Match amical                      |                         |
| 9  | 3 septembre 2010 | Astana Arena, Astana, Kazakhstan                  | Kazakhstan                               | 0-1      | 0-3      | Éliminatoires Euro 2012           |                         |
| 10 | 7 septembre 2010 | Stade Şükrü Saracoğlu, Istanbul, Turquie          | Belgique                                 | 3-2      | 3-2      | Éliminatoires Euro 2012           |                         |
| 11 | 29 mars 2011     | Stade Şükrü Saracoğlu, Istanbul, Turquie          | Stade Şükrü Saracoğlu, Istanbul, Turquie | Autriche | 1-0      | 2-0                               | Éliminatoires Euro 2012 |
| 12 | 2 septembre 2011 | Türk Telekom Arena, Istanbul, Turquie             | Kazakhstan                               | 2-1      | 2-1      | Éliminatoires Euro 2012           |                         |
| 13 | 6 septembre 2013 | Kadir Has Stadium, Kayseri, Turquie               | Andorre                                  | 5-0      | 5-0      | Éliminatoires Coupe du monde 2014 |                         |
| 14 | 12 juin 2015     | Stade central, Almaty, Kazakhstan                 | Kazakhstan                               | 0-1      | 0-1      | Éliminatoires Euro 2016           |                         |
| 15 | 6 septembre 2015 | Torku Arena, Konya, Turquie                       | Pays-Bas                                 | 2-0      | 3-0      | Éliminatoires Euro 2016           |                         |
| 16 | 13 novembre 2015 | Khalifa International Stadium, Doha, Qatar        | Qatar                                    | 1-1      | 1-2      | Match amical                      |                         |
| 17 | 29 mars 2016     | Stade Ernst-Happel, Vienne, Autriche              | Autriche                                 | 1-2      | 1-2      | Match amical                      |                         |

## Palmarès

### En club
| Istanbul BB - Championnat de Turquie (1) : - Champion : 2020. | Galatasaray - Championnat de Turquie (2) : - Champion : 2006 et 2008. - Supercoupe de Turquie (1) : - Vainqueur : 2008. - Finaliste : 2006. |  | Atlético de Madrid - Coupe d'Espagne (1) : - Vainqueur : 2013. - Supercoupe d'Espagne : - Finaliste : 2013. - Ligue Europa (1) : - Vainqueur : 2012. - Ligue des champions - Finaliste : 2014 - Supercoupe de l'UEFA (1) : - Vainqueur : 2012. - Championnat d'Espagne (1) - Champion : 2014 |  | FC Barcelone - Championnat d'Espagne (1) - Champion : 2016 - Coupe d'Espagne (2) : - Vainqueur : 2016 et 2017. - Supercoupe d'Espagne (1) - Vainqueur : 2016. |

### En sélection
Turquie
- Championnat d'Europe :
  - Demi-finaliste : 2008.

### Distinctions personnelles
- Meilleur joueur du championnat turc : 2008, 2009 et 2010
- Meilleur passeur du championnat turc : 2008 et 2010
- Élu meilleur recrue de la Liga BBVA : 2011
- Meilleur espoir de l'Euro 2008

### Records personnels
- 1er turc à avoir remporté le Championnat d'Espagne avec deux clubs différents (Atlético Madrid en 2014 et FC Barcelone en 2016).
- 1er turc à avoir inscrit un hat trick en Ligue des Champions UEFA avec un club espagnol.
- 1er turc du FC Barcelone à avoir inscrit un hat trick.
- 1er turc du FC Barcelone à avoir inscrit deux hat trick sur une saison (2016-2017).
- 2e turc à avoir porté le maillot du FC Barcelone.
- 7e turc à avoir inscrit un hat trick en Ligue des Champions UEFA.